# یواس‌اس هنک (دی‌دی-۷۰۲)
یواس‌اس هنک (دی‌دی-۷۰۲) (به انگلیسی: USS Hank (DD-702)) یک کشتی بود که طول آن ۱۱۴٫۸ متر (۳۷۷ فوت) بود. این کشتی در سال ۱۹۴۴ ساخته شد.